# Aphaenogaster kurdica
Aphaenogaster kurdica är en myrart som beskrevs av Mikhail Dmitrievich Ruzsky 1905. Aphaenogaster kurdica ingår i släktet Aphaenogaster och familjen myror. Inga underarter finns listade i Catalogue of Life.